# Agnes Delsarto
Agnes Delsarto (* 14. Dezember 1892 in Freiburg im Breisgau; † 19. November 1965 in Basel), auch del Sarto, eigentlich Agnes Schöpperle, war eine deutsche Schauspielerin und Sängerin.

## Leben
In ihrem Geburtsort erlernte sie den Beruf der Schneiderin. In Karlsruhe nahm sie Sprachunterricht und stand 1911/1912 mit festem Engagement in Luzern auf der Bühne. Die erste Hauptrolle wurde ihr mit der Elektra von Hugo von Hofmannsthal bei den Freilichtspielen Hertenstein übertragen.
1913 kehrte sie nach Deutschland zurück und wirkte bis 1918 in Bremen, zunächst am Schauspielhaus, anschließend am Deutschen Theater. Von Bremen wechselte sie an die Städtischen Bühnen nach Leipzig, wo sie bis 1923 Haupt- und Titelrollen unter anderem in Rose Bernd und Biberpelz von Gerhart Hauptmann, Sappho und Das Goldene Vlies von Franz Grillparzer  übernahm.
Als musikalische Autodidaktin trat sie als Sängerin von Volksliedern auf und spielte dazu die Laute. Sie gab viele Konzerte in Deutschland und der Schweiz, darunter ab 1921 mehr als 150 in Leipzig.
Mit ihrer Familie – sie war mit dem Schauspieler Alfred Schlageter (1896–1981) verheiratet – zog sie während des Zweiten Weltkriegs Anfang der 1940er Jahre in die Schweiz. Sie setzte ihre Karriere am Stadttheater Basel fort, an dem ihr Ehemann ein festes Engagement hatte. Dort erhielt sie zumeist kleinere Rollen. Einzelne Verpflichtungen hatte sie außerdem bei Tourneetheaterproduktionen, an der Komödie Basel, am Stadttheater Luzern sowie in Zürich am Theater am Central.

## Filme
- 1920: Das gut gewürzte Hochzeitsmahl